# Argia reclusa
Argia reclusa é uma espécie de artrópode odonato, mais especificamente de libélula, pertencente à família dos cenagrionídeos (Coenagrionidae). Foi descrita por Edmond de Sélys Longchamps em 1865.

## Etimologia
O nome vernáculo libélula deriva do latim científico libellula, diminutivo do latim clássico libēlla, -ae, com o sentido de "prumo", "nível" ou "moeda de prata", por sua vez derivado do diminutivo de libra, -ae, que significa "balança". O nome faz alusão ao voo do inseto, que se mantém equilibrado no ar, pairando. Foi registrado em 1899 sob a forma libéllula.

## Descrição
Espécies pertencentes à família dos cenagrionídeos (Coenagrionidae) possuem dimorfismo sexual, com os machos geralmente a apresentar cores brilhantes, enquanto as fêmeas cores crípticas. Os adultos de Argia reclusa apresentam corpo esguio de cerca de trinta a trinta e cinco milímetros de comprimento total, com tórax predominantemente azul-escuro e faixas dorsolaterais negras; as asas são completamente hialinas sem manchas visíveis. As larvas têm premental ligula proeminente e diferem de congêneres pela forma do labial palpo.

## Distribuição e habitat
Modelagens de nicho ecológico indicam ampla área de distribuição para as espécies de Argia, incluindo A. reclusa. Ela ocorre em riachos de fluxo moderado na Bolívia, Argentina, Paraguai e Brasil, nos biomas da Amazônia, Caatinga, Cerrado, Mata Atlântica, Pampa e Pantanal. No Brasil, em particular, está presente nos estados Alagoas, Bahia, Distrito Federal, Goiás, Maranhão, Mato Grosso, Mato Grosso do Sul, Minas Gerais, Paraíba, Pará, Pernambuco, Rio Grande do Sul, Rondônia, Sergipe, São Paulo e Paraná. Em termos hidrográficos, ocorre nas sub-bacias do Araguaia, do Grande, do Guaíba, do Gurupi, do Itapecuru, do Itapecuru-Paraguaçu, do litoral de Alagoas, Pernambuco, Rio Grande do Sul e Sergipe, do Madeira, do Paraguai 01, 02 e 03, do Paranaíba, do Paraná RH1, do Paraíba, do Alto e Baixo São Francisco, do Tietê, do Alto e Baixo Tocantins e do Xingu.

## Biologia e ecologia
Machos de Argia reclusa defendem territórios próximos à margem de riachos, exibindo dimorfismo sexual em tamanho corporal; tanto machos territoriais quanto não territoriais obtêm sucesso reprodutivo, embora territórios de melhor qualidade atraiam mais intrusões e fêmeas.

## Conservação
A União Internacional para a Conservação da Natureza (UICN) classifica Argia reclusa como pouco preocupante (LC), pois a espécie tem ampla distribuição, não há grandes ameaças conhecidas que afetem sua população e porque está presente em muitas áreas protegidas ao longo de sua distribuição. Em 2018, foi classificada como pouco preocupante (LC) no Livro Vermelho da Fauna Brasileira Ameaçada de Extinção do Instituto Chico Mendes de Conservação da Biodiversidade (ICMBio). No Brasil, está presente em várias áreas de conservação:
Áreas de Proteção Ambiental (APA)
- Morro da Pedreira
- Planalto Central
- Banhado Grande
- Estrada-Parque de Piraputanga
- Pouso Alto
- Lago Paranoá
- Piracicaba-Juqueri Mirim Área I
- Cachoeira das Andorinhas
- Chapada dos Guimarães

Parques Nacionais (PARNA)
- Chapada Diamantina
- Chapada dos Veadeiros
- Serra da Bodoquena
- Serra de Itabaiana
- Serra do Cipó

Estações Ecológicas (ESEC)
- Jataí

Florestas Estaduais
- Edmundo Navarro de Andrade

Parques Estaduais
- Pau Furado

Parques Naturais Municipais
- Andorinhas

Refúgios de Vida Silvestre (RVS)
- Mata do Junco
- Cabeceira do Prata

Reservas Particulares do Patrimônio Natural (RPPN)
- Fazenda América
- Fazendinha
- Reserva Ecológica da Mata Fria

Reservas Biológicas (REBIO)
- Saltinho
- Jaru